# Судаков, Евгений Борисович
Евге́ний Бори́сович Судако́в (9 апреля 1963, Железногорск) — советский боксёр тяжёлой весовой категории, выступал за сборную СССР в конце 1980-х — начале 1990-х годов. Двукратный чемпион национального первенства, Трехкратный чемпион СССР, двухкратный чемпион кубка СССР, обладатель кубка Советского Союза, пятикратный чемпион России, серебряный призёр Игр доброй воли и чемпионата мира, бронзовый призёр чемпионата Европы, последний абсолютный чемпион СССР, 13 абсолютный чемпион, Заслуженный мастер спорта СССР, Заслуженный тренер России, Заслуженный работник физической культуры и спорта России, судья международной категории, участник шести Олимпийских игр, на Олимпийских играх в Барселоне был капитаном сборной команды СССР, судья Олимпийских игр  в Афинах, Пекине, Лондоне.  Выиграл 25 международных турниров класса А. Победитель 15 матчевых встреч СССР-США. Капитан сборной команды СССР с 1988г. по 1992г..Много раз признан лучшим судьей России, Европы, Чемпионатов мира и Олимпийских Игр. Также известен как тренер и спортивный функционер. 

## Биография
Евгений Судаков родился 9 апреля 1963 года в городе Железногорск, Красноярский край. В 1975 году вместе с семьёй переехал в Димитровоград, Ульяновская область, там в возрасте пятнадцати лет под руководством тренера Альфреда Гришина начал активно заниматься боксом.

## Любительская карьера
Первого серьёзного успеха на ринге добился в 1981 году, когда выиграл чемпионат РСФСР — впоследствии в разные годы был первым на этих соревнованиях ещё пять раз. В 1985 году выиграл бронзовую медаль на взрослом чемпионате СССР, ещё через год стал серебряным призёром. В 1988 году выполнил норматив мастера спорта международного класса. Мировая известность пришла к нему в 1989 году, когда он впервые выиграл национальное первенство и принял участие в состязаниях чемпионата мира в Москве, где удостоился серебряной награды, проиграв в решающем матче легендарному кубинцу Феликсу Савону. Также в этом сезоне был на чемпионате Европы в Афинах, но в первом же бою получил перелом левой руки.
В 1990 году Судаков выиграл Кубок СССР и добыл серебряную медаль на Играх доброй воли в Сиэтле. Год спустя во второй раз стал чемпионом Советского Союза, взял бронзу на европейском первенстве в Гётеборге, проиграв в полуфинале голландцу Арнольду Вандерлиде. В 1992 году выиграл на единственном в истории чемпионате СНГ и тем самым прошёл отбор на летние Олимпийские игры в Барселоне, тем не менее, по прибытии на соревнования его дисквалифицировали за пропуск официального турнира АИБА в Германии. Расстроенный из-за этого недоразумения, принял решение покинуть команду и перейти в профессионалы. Всего в любителях провёл 210 боёв, из них 193 окончил победой.

## После любительской карьеры
Карьера Евгения Судакова на профессиональном уровне оказалась не долгой, он провёл несколько удачных поединков на Украине, после чего переехал в США, где в декабре 1993 года принял участие в народном турнире зрительских симпатий, где уступил олимпийскому чемпиону Тайреллу Биггсу.
Потерпев неудачу, вернулся в Россию и решил попробовать себя в качестве рефери на ринге. В 1997 году стал судьёй международной категории, судил матчи на крупнейших международных турнирах, в том числе на Олимпийских играх в Афинах и Пекине. Одновременно с этим открыл в Димитровграде детский бесплатный боксёрский зал «Али», также возглавил муниципальный спортивный клуб «Нейтрон», в 2001 году награждён почётным знаком «За заслуги в развитии физической культуры и спорта», в 2003-м признан заслуженным тренером России. Занимался преподавательской деятельностью в Ульяновском государственном университете, заведовал кафедрой физического воспитания, защитил диссертацию на тему «Методика физической подготовки боксёров различной спортивной квалификации и тактических манер ведения поединка», кандидат педагогических наук. Начиная с 2007 года работает в Федерации бокса России, в разное время занимал должности вице-президента, члена президиума, исполнительного директора.

## Личная жизнь
Женат, есть две дочери.